# Воробйов Всеволод Михайлович
Всеволод Михайлович Воробйов (1925–2010) — радянський і український педагог, піаніст, професор Національної Музичної Академії України.

## Життєпис
Народився 22 жовтня 1925 року в м.Гянджа в Азербайджані, навчався у Тбіліській Консерваторії у класі Валентини Костянтинівни Стешенко-Куфтіної.
З 1953 року розпочав свою роботу на кафедрі спеціального фортепіано Київської Консерваторії ім. Чайковського, де пройшло усе професійне життя митця.
Серед найвідоміших випускників відомі піаністи, лауреати міжнародних конкурсів Дмитро Суховієнко, Андрій Кутасевич, Дмитро Таванець, Ольга Аніщенко, Олександр Козаренко, Оксана Яремчук, Анастасія Сейфетдінова, Кирило Блажков, Олена Степанюк, відомі педагоги — Наталія Гриднєва, Ірина Залевська, Ірина Окунєва, Ніна Найдич, Лариса Райко.
Серед близьких друзів — видатні піаністи Святослав Ріхтер, Дмитро Башкіров, Тетяна Ніколаєва, Володимир Нільсен.
Помер 23 червня 2010 року у Києві. Похований на Лук'янівському кладовищі.